# Crime
Crime är en brittisk kriminal- och dramaserie vars första säsong hade premiär 18 november 2021. Första säsongen bestod av sex avsnitt. Andra säsongen som också består av sex avsnitt hade premiär hösten 2023. Serien är baserad på Irvine Welsh roman med samma namn.

## Handling
Serien utspelar sig i Edinburgh och kretsar kring polisinspektör Ray Lennox och hans efterforskning av en försvunnen skolflicka.

## Rollista i urval
- Dougray Scott - Ray Lennox
- Joanna Vanderham - Amanda Drummond
- Ken Stott - Bob Toal
- Jamie Sives - Dougie Gillam
- Michael Abubakar - Stuart McCorkel
- Angela Griffin - Trudi Love
- Alison McKenzie - Estelle
- Kim Chapman - Eleanor Cairns
- John Simm - Gareth Horsborough
- Derek Riddell - Richie Gulliver
- Rebecca Root - Lauren Fairchild
- Laura Fraser - Sally Hart
- Gordon Kennedy - DI Eddie Rogers
- Emma Hartley-Miller - Angela Hamil
- Dylan Blore - Victor Maslow
- Moyo Akandé - Maria
- Sarah McCardie - DCI Gillian Glover
- Ewan Miller - Keith
- Jonathan Kerrigan - Mark McKendrick
- Stuart Martin - Stuart Lennox
- Ewan Stewart - John Lennox
- Ellie Haddington - Avril Lennox
- Sorcha Groundsell - Carly
- Brian Bovell - George Marsden